# Adolf Harleß
Adolf Gottlieb Christoph Harleß, ab 1854 Ritter von Harleß (auch Adolph von Harleß; * 21. November 1806 in Nürnberg; † 5. September 1879 in München) war ein deutscher lutherischer Theologe und ein Mitbegründer der sogenannten Erlanger Schule.

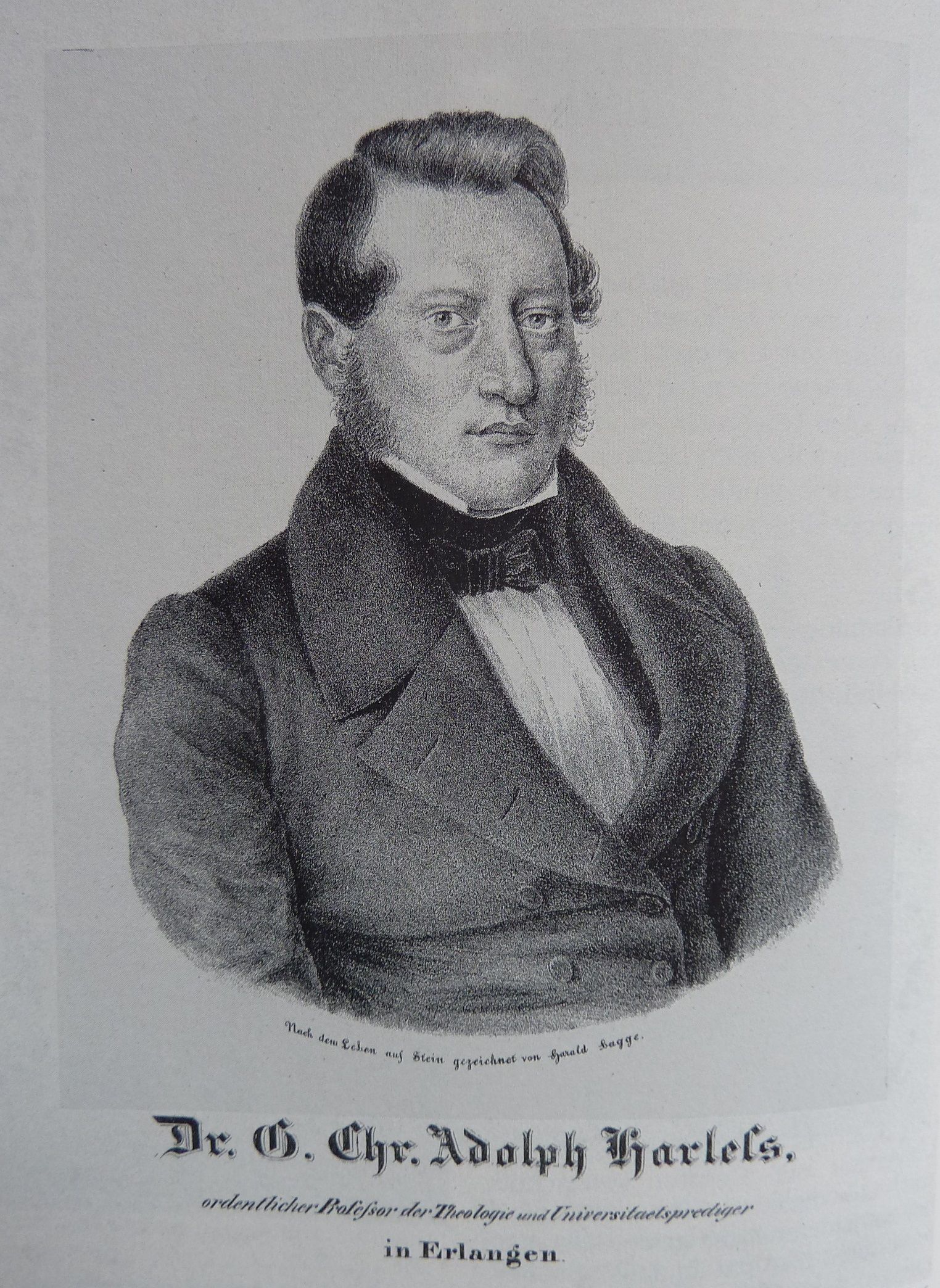
Adolf von Harleß, “nach dem Leben auf Stein gezeichnet von Harald Bagge”, orig. Lithographie um 1840

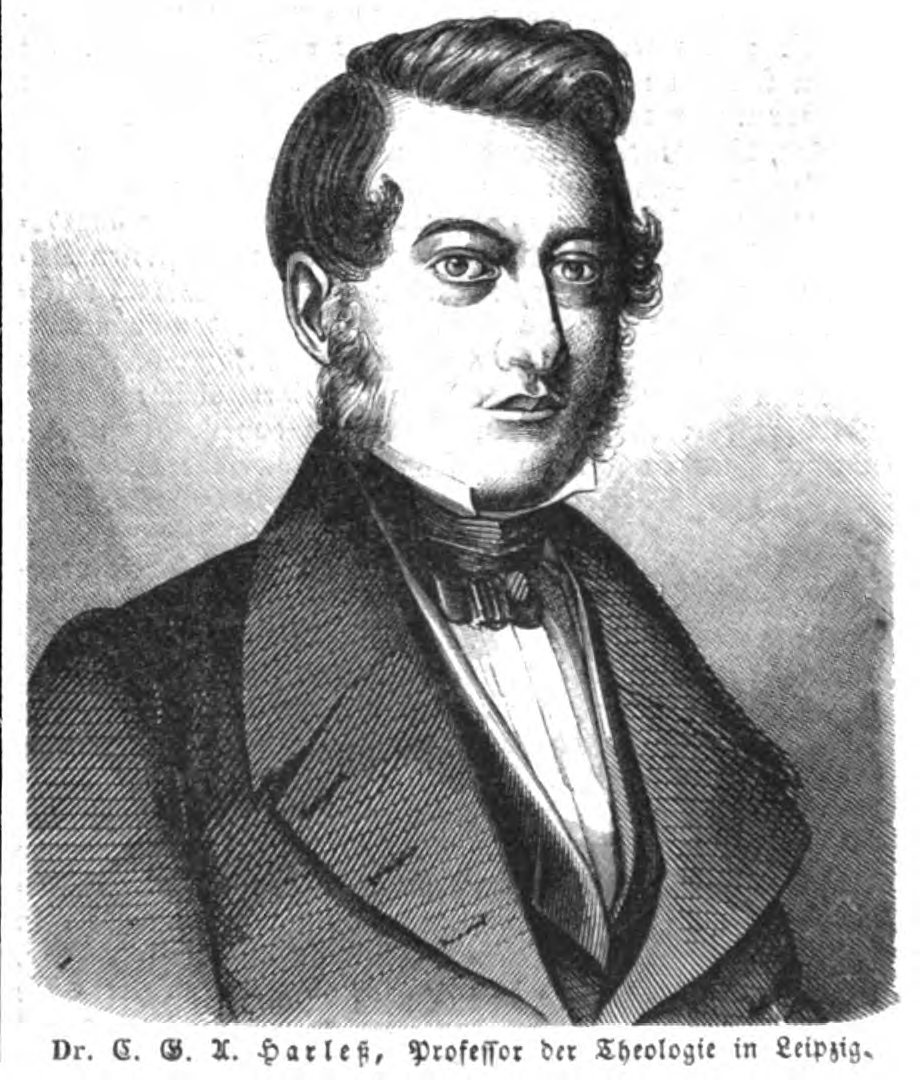
Adolf Harleß, 1845

Adolf Harleß

## Leben
Adolf Harleß war der älteste Sohn des wohlhabenden Kaufmanns Johann Felix Tobias Harleß und seiner Frau Maria Barbara Friederike, geb. Ziehl, sowie ein Enkel des Humanisten Gottlieb Christoph Harleß. Durch die Eltern wurde er in die übliche gemäßigt rationalistische Richtung geprägt. Mit 16 Jahren machte er sein Abitur und wollte Musiker werden, wogegen seine Eltern jedoch Einspruch erhoben.
So studierte Harleß, für den jedoch die Theologie und insbesondere die Kanzel ausgeschlossen waren, ab 1823 in Erlangen Philosophie und Jura, wechselte dann aber, angeblich nach einer abfälligen Bemerkung Ludwig Döderleins, doch zur Theologie. Hier wurde er vor allem von Georg Benedikt Winer und dann auch über die Theologie hinaus von der Persönlichkeit August Tholucks geprägt. Eine große Bedeutung für Harleß haben auch die Gedanken Georg W. F. Hegels, Friedrich Schellings und Baruch Spinozas. Während seines Studiums wurde er in Erlangen im Winter-Semester 1823/24 Mitglied der Burschenschaft der Bubenreuther.
Von 1826 bis 1828 war Harleß dann an der Universität Halle, wo er gleichfalls der Burschenschaft angehörte. Angeblich schlief er zu dieser Zeit selten mehr als drei Stunden, um sich die Problematik der Freiheit theologiegeschichtlich anzueignen und hiernach mit geschärftem Blick kritische Theologie von modischer Spekulation unterscheiden zu können. 1828 wechselte er dann als Privatdozent für Philosophie zurück nach Erlangen, 1829 wurde er Privatdozent für Systematische Theologie und 1833 außerordentlicher Professor für Neues Testament.
1834 erschien der Commentar über den Brief Pauli an die Epheser in Anwendung der Methoden (der grammatischen Präzision) Winers und (in Einbezug altkirchlicher Auslegungstradition) Tholucks. Schon hier kam Harleß zu seinem erfahrungstheologischen Ansatz, der Vorläufer im Denken Theodor Lehmus’ und Claus Harms’ hatte. Neben dem Werk Johann Georg Hamanns aus der Ferne begannen nun auch Christian Krafft (der seit 1818 außerordentlicher Professor in Erlangen war) und Karl Georg von Raumer (der ab 1827 als Professor für Naturgeschichte an eben jener Universität wirkte) Harleß’ Denken zu beeinflussen.
1836 wurde Harleß dann zum Ordinarius für Systematische Theologie ernannt. In dieser Zeit waren neben Georg Benedikt Winer und den oben Genannten auch Gottfried Thomasius, Isaak Rust (1796–1862), Veit Engelhardt unter anderem in Erlangen. Als Extraordinarien kamen zudem Philipp von Ammon, der Sohn des Christoph Friedrich Ammon, Johann Wilhelm Friedrich Höfling (ab 1834) und Hermann Olshausen (ab 1832 für Winer) an die Universität. Ab 1836 wurde Harleß zudem Universitätsprediger. Dann publizierte er die Kritische Bearbeitung des Lebens Jesu von D. F. Strauss nach seinem wissenschaftlichen Werte beleuchtet, eine der vielen Auseinandersetzungen der Zeit mit David Friedrich Strauß. 1837 wurde er Mitbegründer der Zeitschrift für Protestantismus und Kirche (ZPK), die zum Forum der Erlanger Theologie wurde. Des Weiteren veröffentlichte er die Theologische Encyklopädie und Methodologie, womit er sich ebenso wie mit dem Epheser-Kommentar ausdrücklich auf kirchlichen Boden stellte: Die Offenbarung ist Harleß hier im Sinne der Erfahrungstheologie nur im Glauben fassbar. Wenn Harleß dann aber die Subjektivität des Glaubens objektiv in dem Gemeinglauben der Kirche, bezeugt in deren Bekenntnissen, wiederfinden will, so ist doch eine Nähe zu Hegels Ausführungen zu Subjekt und Substanz unübersehbar.
Seine polemische Auseinandersetzung mit der Societas Jesu, Zur Jesuitenfurcht führte Harleß 1838 an den Rand einer Strafverfolgung. 1839 zog er dann als Abgeordneter der Universität Erlangen in den Münchener Landtag. Die radikal ablehnende Haltung im sogenannten Kniebeugestreit führte zu hitzigen Kontroversen, die auf der Seite des Jungkatholizismus vor allem von Ignaz von Döllinger und Joseph von Görres geführt wurden. In der Folge des Streites lehnte Innenminister Karl von Abel dann die Berufung Harleß’ zum Erlanger (Pro-)Rektor (der Rektor war formell der König selbst) ab und strafversetzte Harleß 1845 als Konsistorialrat nach Bayreuth.
Harleß kam dem zuvor, indem er 1845 einen Ruf nach Leipzig annahm. Die Berufung wurde allerdings gegen den Willen der Fakultät vom sächsischen Minister des Cultus und öffentlichen Unterrichts Eduard von Wietersheim durchgesetzt. Hier etablierte er nun eine Dependance der Erlanger Theologie, die seine Kollegen Karl Friedrich August Kahnis, Franz Delitzsch und Christoph Ernst Luthardt weiterführen sollten. Harleß’ Schüler im eigentlichen Sinn wurden hier Reinhold Frank und Gerhard Zezschwitsch (d. Ä.). Hier wirkte er auch wegweisend im Kollegium der Leipziger Mission. 1847 übernahm Harleß zusätzlich das Pfarramt St. Nicolai. In der Märzrevolution 1848/1849 organisierte er den militärischen Widerstand in Leipzig und brachte seinen Namen so auf den dritten (oder nach anderen Quellen den fünften) Listenplatz der für den Galgen Vorgesehenen.
Nachdem er mehrere Predigten in Dresden hielt (1847 in der evangelischen Hofkirche, 1849 in der Waisenhauskirche), wurde Harleß 1850 dann Oberhofprediger (vergleichbar dem heutigen Landesbischof) in der sächsischen Residenzstadt. 1852 wurde er (und damit erstmals kein Jurist) von König Maximilian II. als Präsident des Oberkonsistoriums nach Bayern zurückgerufen. Anlass waren die anhaltenden Streitigkeiten mit Wilhelm Löhe und seinen Anhängern (vor allem August Friedrich Otto Münchmeyer). Die Auseinandersetzungen entzündeten sich an der Frage des Verständnisses des geistlichen Amtes, aus dem nach Löhe die Gemeinde erwuchs (und nicht umgekehrt). Damit sollte aber nicht nur erreicht werden, ein elitäres Luthertum hervorzubringen, sondern stand in letzter Konsequenz die Ablehnung jedes landesherrlichen Kirchenregimentes bevor. Löhes Anhänger gingen so weit, damit zu drohen, ihr Anliegen notfalls in der Separation zur Geltung zu bringen.
Erste Versuche der Vermittlung aus Erlangen (Höfling, Hofmann, Thomasius) scheiterten. So wurde zuletzt vorgeschlagen, die protestantische Geistlichkeit Bayerns an das lutherische Bekenntnis zu binden (Eingabe vom 16. Mai 1849). In den schwelenden Streit hinein wurde nun Harleß, seit der Studienzeit mit Wilhelm Löhe befreundet, zum Konsistorialpräsidenten berufen. Harleß schaffte es nun, Löhe in die Landeskirche zu (re)integrieren. Die weitreichenden Folgen einer Spaltung blieben vermieden.
Im Einzelnen wurde zuerst die kleine reformierte Minderheit Bayerns verselbständigt, wodurch die Evangelisch-reformierte Kirche in Bayern entstand, die bis 1918 aber noch mit der nun ebenfalls verselbständigten Evangelisch-Lutherischen Kirche rechts des Rheins verbunden war. (Die unierte Kirche der linksrheinischen Pfalz, ebenso zu Bayern gehörig, hatte sich schon 1849 verselbständigt.) Löhes Auffassungen wurden toleriert, blieben aber in ihrer Wirksamkeit begrenzt, da es Harleß vermochte, die Aufmerksamkeit des Freundes auf diakonische Aufgaben zu lenken. Sodann wurden 1853 auf der Bayreuther Generalsynode von Harleß zahlreiche Reformen vorgenommen, die seit 1803 versprengten Kirchenpraktiken auf einer konfessionellen Basis zusammenzubringen. Höfling stellte mit seiner bayerisch-lutherischen Agende die Wiederherstellung des altkirchlichen Gottesdienstes (das heißt die Einheit von Wort- und Sakramentsgottesdienst) wieder her. Lediglich gegen die Gesangbuchreform, die nur eine überholte Variante des vorrationalistischen Gesangbuches wieder einzusetzen suchte, erhob sich dann ab 1856 im sogenannten „Agendensturm“ landesweiter Protest.
Nach Außen vermochte Harleß ein gegen die Preußische Union standfestes und bekenntnistreues gesamtdeutsches Luthertum zu etablieren. 1879 wurde Adolf von Harleß emeritiert und verstarb noch im selben Jahr nach qualvollem Leiden, Einsamkeit und Erblindung.

## Ehrungen
- 1854: Ritterkreuz des Verdienstordens der Bayerischen Krone (Nobilitierung)[5]
- 1861: Komturkreuz des Verdienstordens vom Heiligen Michael[6]
- Ritter des Sächsischen Zivilverdienstordens[7]

## Schriften (Auswahl)
- Commentar über den Brief Pauli an die Epheser. Heyer, Erlangen 1834 (Digitalisat).
- Kritische Bearbeitung des Lebens Jesu von D. F. Strauss nach seinem wissenschaftlichen Werte beleuchtet, Erlangen 1836 (Digitalisat).
- Theologische Encyklopädie und Methodologie vom Standpunkte der protestantischen Kirche. Schrag, Nürnberg 1837 (Digitalisat).
- Christliche Ethik. Liesching, Stuttgart 1842; 4., verb. u. verm. Aufl. ebd. 1849 (Digitalisat); 6., verm. Aufl. ebd. 1864 (Digitalisat); 7. teilw. verm. Aufl., Bertelsmann, Gütersloh 1875.
- Das Buch von den ägyptischen Mysterien, München 1858 (Digitalisat; Nachdruck: Salzwasser Verlag, ISBN 978-3-8460-2500-0).